# Ithaca Mag-10
Ithaca Mag-10 — самозарядное ружьё, разработанное американской компанией Ithaca Gun Company. Производилось с 1975 по 1989 год, затем компания Remington Arms приобрела права на дизайн ружья и положила его в основу Remington Model SP-10. Система отвода пороховых газов, расположенная под стволом, существенно уменьшала отдачу и обеспечивала перезарядку оружия, однако оказала влияние на размер расположенного рядом трубчатого магазина, который вмещал только два патрона 19,7×89 мм. Основными достоинствами ружья стали надёжность и большая ударная сила, недостатками — вес и большое время, требуемое для перезарядки.
Версия ружья под названием Roadblocker, предназначавшаяся для применения в органах обеспечения правопорядка, увидела свет в 1978 году, однако не снискала большой популярности. Она обладала укороченным стволом (20 или 22 дюйма), а деревянные части были выполнены из орехового дерева. Проводимый компанией маркетинг указывал на возможность применения этого ружья при установке полицией дорожных заграждений с целью противодействия уходящим от погони автомобилям.